# Hymenomima occidentalis
Hymenomima occidentalis är en fjärilsart som beskrevs av William Schaus 1901. Hymenomima occidentalis ingår i släktet Hymenomima och familjen mätare. Inga underarter finns listade i Catalogue of Life.